# Reindeer Lake
Reindeer Lake är en sjö i Kanada vid gränsen mellan nordöstra Saskatchewan och nordvästra Manitoba. Huvuddelen av sjön ligger i Saskatchewan. 
Sjön täcker en yta på 6650 km² och är belägen 337 meter över havet. Dess största djup mäter 219 meter. Den är som längst 233 kilometer. Namnet på sjön tros härstamma från algonkinspråket. Den är den näst största sjön i Saskatchewan och den nionde största i Kanada. 

## Geografi
Sjön har ett antal vikar, bland annat Zangeza Bay i norra delen av sjön. 
En stor mängd öar finns i Reindeer Lake, Tate Island är en av dem. Kinoosao vid sjöns östra strand, Brochet vid den norra änden av sjön och Southend vid dess södra, utgör närliggande samhällen runt Reindeer Lake. 
Deep Bay, sjöns sydligaste område som mäter 13 kilometer i bredd och har ett djup på drygt 200 meter, är resultatet av ett meteoritnedslag för 140 miljoner år sedan. Enligt sägnen är platsen också hemvist för ett monster som åt renar som föll genom isen.

## Utveckling
Flera tidiga upptäcktsresande, däribland David Thompson i slutet på 1700-talet, har passerat genom området. Dåtidens pälshandel fick inget större genomslag vid Reindeer Lake, flera stationer upprättades under 1790-talet och tidigt 1800-tal, men dessa blev inte långlivade.  Sjön är idag tillgänglig genom Saskatchewan Highway 102 och Manitoba Highway 302. 

## Fiske

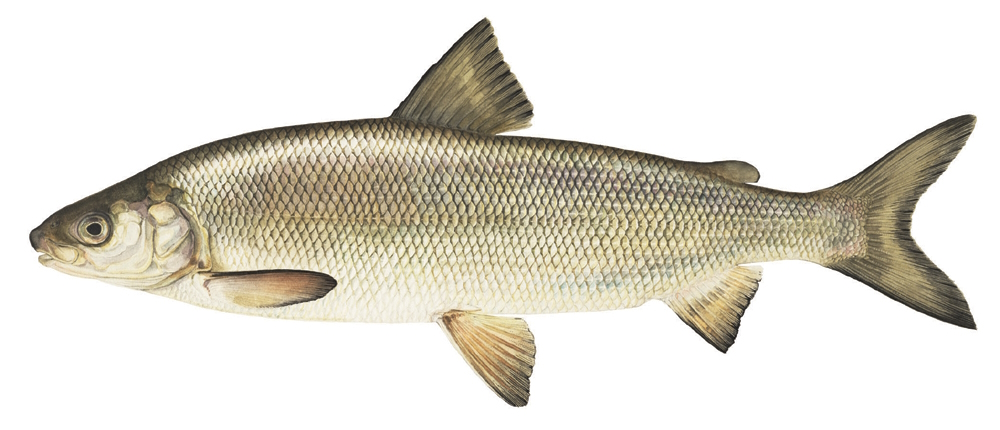
Kanadasik är en fiskart som förekommer i Reindeer Lake.

Kommersiellt fiske i sjön är tillåtet. Fiskarter som förekommer är gädda, glasögongös, gul abborre, kanadaröding, kanadasik, lake, buffelfisk och sugkarp.